# Frachowiec
Frachowiec [pronunciación en polaco: /fraˈxɔvjɛt͡s/] es un Asentamiento en el distrito administrativo de Gmina Kodrąb, dentro del Distrito de Radomsko, Voivodato de Łódź, en Polonia central. Se encuentra aproximadamente a 5 kilómetros al oeste de Kodrąb, a 9 kilómetros al noreste de Radomsko, y a 77 kilómetros al sur de la capital regional Łódź.